# Townsend-Streifenhörnchen
Das Townsend-Streifenhörnchen (Tamias townsendii, Syn.: Neotamias townsendii) ist eine Hörnchenart aus der Gattung der Streifenhörnchen (Tamias). Es kommt an der Pazifikküste im äußersten Südwesten Kanadas sowie in den amerikanischen Bundesstaaten Washington und Oregon vor.

## Merkmale
Das Townsend-Streifenhörnchen erreicht eine durchschnittliche Kopf-Rumpf-Länge von etwa 13,8 bis 14,6 Zentimetern, die Schwanzlänge beträgt etwa 11,0 bis 11,5 Zentimeter und das Gewicht etwa 70 bis 100 Gramm. Die Rückenfarbe der Tiere ist Braun und wie bei anderen Arten der Gattung befinden sich auf dem Rücken mehrere dunkle Rückenstreifen, die durch helle Streifen getrennt und gegenüber den Körperseiten abgegrenzt sind. Im Vergleich zu anderen sehr ähnlichen Streifenhörnchen der Region ist die Art etwas größer, die Fellfarbe ist im hinteren Rücken- bis Rumpfbereich dunkler und im vorderen Rückenbereich grauer. Die Rückenstreifen sind sehr dunkel, der Schwanz ist ebenfalls sehr dunkel mit weiß- und grauspitzigen Haaren. Die Unterseite des Schwanzes ist weiß bis cremefarben.

## Verbreitung

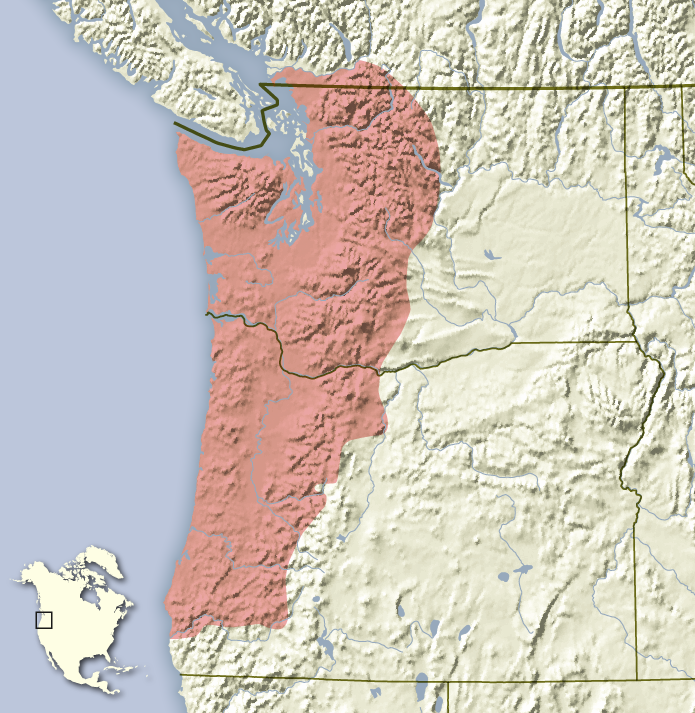
Verbreitungsgebiet des Townsend-Streifenhörnchens

Das Townsend-Streifenhörnchen kommt an der Pazifikküste im äußersten Südwesten von British Columbia in Kanadas sowie in den amerikanischen Bundesstaaten Washington und Oregon bis zum Rogue River vor.

## Lebensweise

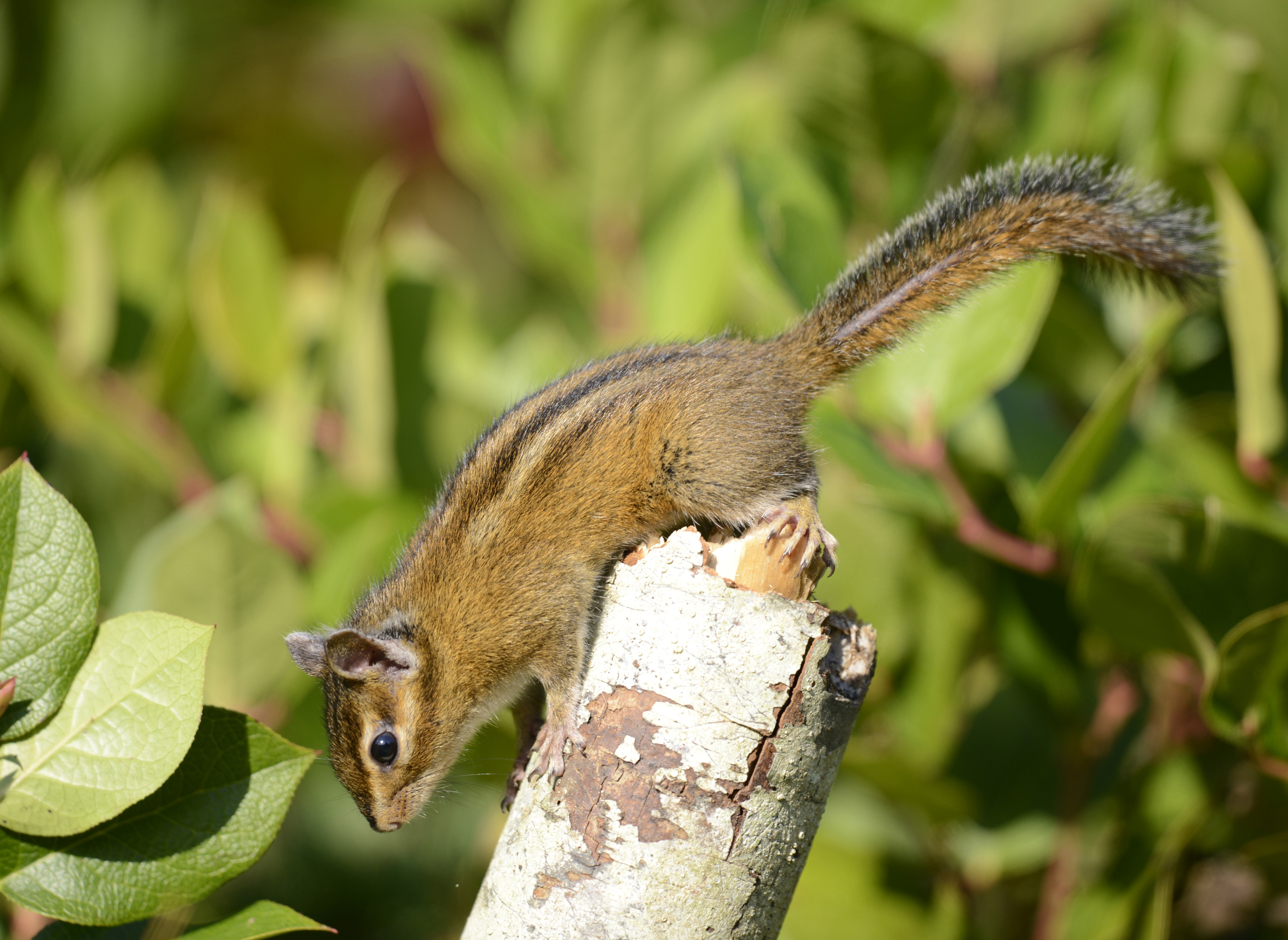
Townsend-Streifenhörnchen im westlichen Washington

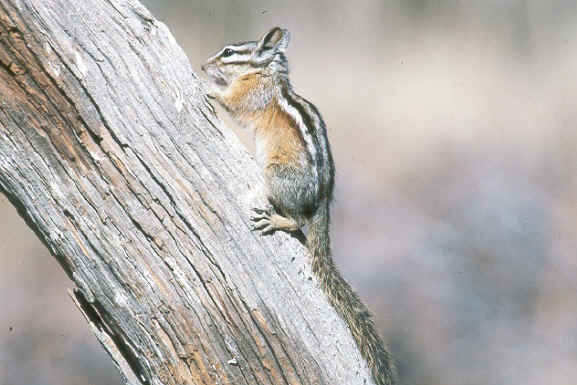
Townsend-Streifenhörnchen, sehr graue Form

Townsend-Streifenhörnchen leben vor allem in mäßig geschlossenen Waldgebieten mit viel Unterwuchs. Die Tiere und vor allem die Jungtiere bevorzugen höhere Lagen, geschlechtsaktive Tiere kommen häufiger in Flusstälern vor. Es lebt vor allem kletternd in den Bäumen und im Unterwuchs der Nadelwälder seines Verbreitungsgebietes. Im Bereich von Lichtungen und Einschlägen nimmt die Bestandsdichte aufgrund der verfügbaren Kräutern und Gebüsche am Lichtungsrand deutlich zu.
Das Townsend-Streifenhörnchen ist tagaktiv mit Aktivitätsmaxima in der Tagesmitte. Die Tiere ernähren sich vorwiegend herbivor von Samen und Früchten sowie Wurzeln und anderen Pflanzenteilen. Hinzu kommen vor allem Pilze, wobei sie sowohl unterirdische wie oberirdische Fruchtkörper suchen und fressen. Die am häufigsten gefressenen Pilze sind dabei nach Auswertungen von Sporen in den Faeces Melanogaster und Rhizopogon, wobei die Menge und Diversität sich mit dem Alter der Wälder und Waldbereiche verändert. Die Bestandsdichte der Tiere liegt zwischen 0,6 und 1,1 Tiere pro Hektar in Jungwäldern und steigt auf den drei- bis vierfachen Wert in älteren Waldbeständen. Die Territorien haben eine Größe von durchschnittlich 0,8 Hektar.
Die Tiere sammeln vor allem Eicheln und andere Samen und legen Vorratslager an. Besonders im südlichen Bereich der Vancouver Island wurde beobachtet, dass das Townsend-Streifenhörnchen sehr häufig Samen der Küsten-Kiefer (Pinus contorta) und der Weiß-Fichte (Picea glauca) konsumiert und lagert, die von dem Pilz Caloscypha fulgens befallen sind, der die Samenreife und -rottung behindert, und damit die Langzeitlagerung ermöglicht. Zugleich wird durch die Sammeltätigkeit der Hörnchen der Pilz weiterverbreitet, allerdings ist die tatsächliche Beziehung zwischen den beiden Arten bislang noch nicht vollständig geklärt. Sie verbringen den Winter im Winterschlaf bzw. einer Winterruhe, die in den nördlichen und kälteren Regionen vier bis fünf Monate dauern kann. Die Tiere der pazifischen Küstenregionen sind dagegen in der Regel das gesamte Jahr über aktiv.
Die Nester bauen die Tiere unterirdisch zwischen und unter Steinen, in Baumhöhlen, sowie in älteren Nestern anderer Tiere im Geäst der Bäume. Die Tiere sind territorial und sie verteidigen ihre Territorien aggressiv gegen Artgenossen und andere Streifenhörnchen. Die Kommunikation erfolgt vorwiegend zur Abgrenzung der Territorien und als hochfrequente Alarmrufe.
Die Paarungszeit liegt bei dieser Art im Frühjahr, abhängig von den Temperaturen. In den Regionen, in denen die Tiere eine Winterruhe einlegen, liegt dei Paarungszeit im späten April bis Mai. Einige ausgewachsene Tiere sind jedoch auch später sexuell aktiv und verpaaren sich bis in den Frühsommer. Die Tragzeit dauert 28 Tage, die Wurfgröße besteht im Durchschnitt aus drei bis vier (3,8) Jungtieren. Diese verlassen die Nester Anfang Juli, manchmal können Muttertiere jedoch auch bis in den August laktierend sein und Jungtiere im Nest haben. Im Alter von drei Monaten werden die Jungtiere geschlechtsreif, die ersten Verpaarungen finden jedoch erst im Folgejahr statt.
Im größten Teil des Verbreitungsgebietes kommt die Art sympatrisch mit anderen Hörnchenarten vor. Gemeinsam mit dem Nördlichen Gleithörnchen (Glaucomys sabrinus) und dem Gemeinen Rothörnchen (Tamiasciurus hudsonicus) stellt das Townsend-Streifenhörnchen einen Indikator für die Lebensraumqualität der Nadelwälder dar. Diese Arten kommen gemeinsam sehr häufig in gesunden und weit entwickelten Primärwaldbeständen oder gut gepflegten Sekundärwäldern vor, die sich durch eine hohe Samenproduktion auszeichnen. Häufig wird dieser Effekt jedoch vor allem auf die hohe Biomasseproduktion der Pazifikwälder zurückgeführt. Das Townsend-Streifenhörnchen lebt zudem in Teilen des Verbreitungsgebiets sympatrisch mit dem Gelben Fichtenstreifenhörnchen (Tamias amoenus). Aufgrund der Größe der Tiere kommen als Prädatoren verschiedene Greifvögel, Marder, Katzen und Hunde in Frage, als Parasiten sind bislang nur drei Arten von Eimeria und Dasselfliegen (Cuterebra).

## Systematik
Das Townsend-Streifenhörnchen wird als eigenständige Art innerhalb der Gattung der Streifenhörnchen (Tamias) eingeordnet, die aus 25 Arten besteht. Die wissenschaftliche Erstbeschreibung stammt von dem amerikanischen Zoologen John Bachman aus dem Jahr 1839, der es anhand von Individuen vom Columbia River nahe der Einmündung des Willamette River im Multnomah County in Oregon beschrieb. Innerhalb der Streifenhörnchen wird das Townsend-Streifenhörnchen gemeinsam mit den meisten anderen Arten der Untergattung Neotamias zugeordnet, die auch als eigenständige Gattung diskutiert wird. Die Benennung der Art erfolgte nach dem amerikanischen Naturforscher John Kirk Townsend (1809–1851), der vor allem als Sammler und Präparator bekannt wurde und vor allem mit John James Audubon in regem Austausch stand.
Innerhalb der Art werden gemeinsam mit der Nominatform zwei Unterarten unterschieden:
- Tamias townsendii townsendii: Nominatform; kommt vom Süden von British Columbia bis zum Rogue River vor, mit Ausnahme eines etwa 200 Kilometer breiten Küstenstreifens am Pazifischen Ozean in Washington und eines 100 Kilometer breiten Streifens in Oregon, in dem Tamias townsendii cooperi vorkommt. Die Form ist größer als die Küstenform mit einer Rückenfärbung, die von gelblich oliv-grau bis kräftig gelb-braun variiert. Die Rückenstreifen sind schwarz oder dunkelbraun.
- Tamias townsendii cooperi: kommt vom Süden von British Columbia bis zum Rogue River im Küstenbereich bis zum Verbreitungsgebiet von Tamias townsendii townsendii vor. Die Form ist kleiner als die Inlandform sowie grauer und heller. Die Rückenstreifen sind mehr grau bis grauschwarz.

## Status, Bedrohung und Schutz
Das Townsend-Streifenhörnchen wird von der International Union for Conservation of Nature and Natural Resources (IUCN) als „nicht gefährdet“ (Least Concern, LC) eingestuft. Begründet wird dies durch das relativ große Verbreitungsgebiet und das regelmäßige Vorkommen, bestandsgefährdende Risiken sind nicht bekannt. Im Küstengebiet von British Columbia gingen die Bestandszahlen zurück, vor allem aufgrund des verstärkten Einsatzes von Herbiziden in den Anpflanzungen der Douglasien.

## Belege
1. 1 2 3 4 5 6 7 8 9 10 11 12 13  Richard W. Thorington Jr., John L. Koprowski, Michael A. Steele: Squirrels of the World. Johns Hopkins University Press, Baltimore MD 2012, ISBN 978-1-4214-0469-1, S. 346–347.
2. 1 2 3 4  Neotamias townsendii in der Roten Liste gefährdeter Arten der IUCN 2015.4. Eingestellt von: A.V. Linzey, NatureServe (G. Hammerson), 2008. Abgerufen am 3. Juli 2016.
3. 1 2  Tamias (Neotamias) townsendii In: Don E. Wilson, DeeAnn M. Reeder (Hrsg.): Mammal Species of the World. A taxonomic and geographic Reference. 2 Bände. 3. Auflage. Johns Hopkins University Press, Baltimore MD 2005, ISBN 0-8018-8221-4.
4. 1 2  Dallas A. Sutton: Tamias townsendii. (Memento des Originals vom 15. März 2016 im Internet Archive)  Info: Der Archivlink wurde automatisch eingesetzt und noch nicht geprüft. Bitte prüfe Original- und Archivlink gemäß Anleitung und entferne dann diesen Hinweis. Mammalian Species 435, 1993.
5. ↑  Bruce D. Patterson, Ryan W. Norris: Towards a uniform nomenclature for ground squirrels: the status of the Holarctic chipmunks. Mammalia 80 (3), Mai 2016; S. 241–251 doi:10.1515/mammalia-2015-0004
6. ↑  Bo Beolens, Michael Watkins, Michael Grayson: The Eponym Dictionary of Mammals. Johns Hopkins University Press, 2009, ISBN 978-0-8018-9304-9, S. 416.